# フジテレビヤングシナリオ大賞

フジテレビヤングシナリオ大賞（フジテレビヤングシナリオたいしょう）は、フジテレビが、主として、自社のテレビドラマで活躍する若手のシナリオ作家を募集・育成するために設立した公募。

## 概要
創設は1987年。年1回（ただし、1992年は行われなかった）の募集。以前はその年の9月か10月に締め切り、翌年の6月か7月に大賞決定というパターンが定着していた。しかし、現在では2月末に締め切り、その年の12月に大賞発表となっている（1次は6月中旬、2次は7月下旬、3次は8月下旬）。原則として大賞作品1編に賞金500万円、佳作3編に賞金各100万円が贈呈される。審査にはフジテレビの現場のプロデューサー、ディレクター、仲間のライターがあたる。応募資格は「自称35歳以下」でプロのシナリオ作家を目指す者であるが、自称なので実際は何歳でも応募できる。最年少受賞は第30回（2018年）の鈴木すみれの14歳。
大賞作品は1時間ドラマとして映像化される。ただし、放送時間帯は土日の午後である場合が多く、系列局では放送しないところが少なくない。また、第14回からP&Gの協賛により「P&Gパンテーン特別賞」が設けられ、毎年2月11日に「P&Gパンテーンドラマスペシャル」が放送されている。審査経過はフジテレビのホームページや月刊「ドラマ」（映人社）誌上で確認できる。
実力のある者には受賞後すぐに連続ドラマが任されることもあり、即戦力を輩出する育成ぶりはテレビ朝日新人シナリオ大賞、TBS連ドラ・シナリオ大賞、WOWOWシナリオ大賞など他の局の賞と比べても群を抜いている。これまで、坂元裕二、野島伸司、信本敬子、尾崎将也、金子茂樹、安達奈緒子、金子ありさ、野木亜紀子、倉光泰子らを輩出してきた。また、最終審査まで残ったり佳作を受賞した橋部敦子、浅野妙子、水橋文美江、黒岩勉のような例もある。

## 受賞者・受賞作品一覧
| 年   | 回 | 応募総数 | 大賞                                                                                  | 佳作など | その後の活躍 |
| ---- | -- | -------- | ------------------------------------------------------------------------------------- | --- | --- |
| 1987 | 1  | 1974     | 深谷仁一「パンダ、誘拐される」 坂元裕二「GIRL-LONG-SKIRT〜嫌いになってもいいですか?」 | | 深谷仁一「世にも奇妙な物語」（1990-） 坂元裕二「東京ラブストーリー」（1991）、「わたしたちの教科書」（2007）、「Mother」（2010） |
| 1988 | 2  | 803      | 野島伸司「時には母のない子のように」                                                  | 山中圭一「ダチ」 鈴木優子「街の景色 〜東京タワーで逢いましょう〜」 大江いくの「金愚」                                                       | 野島伸司「君が嘘をついた」（1988）、「101回目のプロポーズ」（1991）、「高校教師」（1993）、「ひとつ屋根の下」（1993）、「OUR HOUSE」（2016）                                                                                                   |
| 1989 | 3  | 1069     | 信本敬子「ハートにブルーのワクチン」                                                  | 池田龍弥「パパが先生」 中山典子（中山乃莉子）「トランスファー」 山根由美子「わらしべOL」                                                    | 信本敬子「白線流し」シリーズ（1996 - 2005） 中山乃莉子「キモチいい恋したい!」（1990））、「やんちゃくれ」（1999） |
| 1990 | 4  | 1215     | 山崎淳也「サラリーマン でんがなまんがな節」                                           | 桑原真理子「ラヴ・シミュレーション」 池田起教「陣場山の底無し沼」 斎藤徹也「あなたに恋して」                                                | 山崎淳也「続・星の金貨」（1996） |
| 1992 | 5  | 1214     | 尾崎将也「屋根の上の花火」                                                            | 早野清治「七衛門の首」（特別賞） 佐賀充「墓を買いに行く」 国分久美子「デヴィル」                                                            | 尾崎将也「アットホーム・ダッド」（2004）、「結婚できない男」（2006）、「梅ちゃん先生」（2012）、「お迎えデス。」（2016） |
| 1993 | 6  | 1849     | 村井貞之（村井さだゆき）「飛べないオトメの授業中」                                    | 宮川哲伸「十二歳〜Twelve〜」 鈴木辰明「学園天国と地獄」 橋部敦子「喜びの葡萄」                                                              | 村井さだゆき「千年女優」（アニメ映画 2002）、「ウルトラマンネクサス」（特撮 2004-2005）、「蟲師」（映画 2006）※共同脚本 橋部敦子「僕の生きる道」（2003）、「ファイト」（2005）、「フリーター、家を買う。」（2010）                             |
| 1995 | 7  | 2294     | 大間茜（原田裕樹）「剣道少女」                                                        | 浅野妙子「無言電話」 水山冬子「檸檬」 栗原達矢「やさしく殺す」 （受賞作の盗作が発覚し剥奪、繰上げ）                                         | 原田裕樹「白線流し」（1996）※脚本協力 浅野妙子「神様、もう少しだけ」（1998）、「純情きらり」（2006）、「ラスト・フレンズ」（2008） |
| 1996 | 8  | 2298     | 金子ありさ「ときわ菜園の冬」                                                          | 板垣幸高「骨まで愛してくれないの?」 滝田和人「大阪ひまわり」                                                                                | 金子ありさ「Stand Up!!」（2003）、「私 結婚できないんじゃなくて、しないんです」（2016） |
| 1997 | 9  | 3069     | 該当作品なし *佳作本数を増やす                                                        | 坂東賢治「スタミナランチ」 大里正人「マスク・ド・ママ」（映像化） 牟田桂子「陸の魚」 小滝三郎「ツチノコ探検隊」 米道智浩「殺したいほどに……｣ | 坂東賢治「新・俺たちの旅 Ver.1999」（1999） |
| 1998 | 10 | 2389     | 加藤美知代「すばらしい日々」                                                          | 濱崎剛志「突っ込む男」 今井明弘「ハッスルボーイズ」 吉田裕一「オートマ限定殺人事件」                                                        | 加藤美知代「美少女H2」（1998） |
| 1999 | 11 | 2513     | 大竹研「離婚疎開」                                                                    | 高木登「ストーカーズ・ア・ゴーゴー」 いずみ吉紘「ミサイルに翼はない」 ※他に奨励賞3作あり                                                    | 大竹研「HERO」（2001） 高木登「予言」（2002） いずみ吉紘「バスストップ」（2000）、「ムコ殿」（2001）、「ROOKIES」（2008） |
| 2000 | 12 | 2621     | 池田晴海「桜の花の咲く頃」 武井彩「御就職」                                           | 加藤公平「新大久保盗品買取所」 | 池田晴海「非婚家族」（2001） 武井彩「世にも奇妙な物語」（2002） 加藤公平「はみだし刑事情熱系」（2002） |
| 2001 | 13 | 1970     | 永田優子「ほたるのゆき」 橋口俊貴「非政府組織モグラ団」                               | 中間真紀「マンション・ラプソディ」 吉村奈央子「空の蒼さが目にしみる」 上坂浩彦「空飛ぶニワトリ」                                            | 永田優子「みんな昔は子供だった」（2005） 上坂浩彦「ONE PIECE」（テレビアニメ 1999-） |
| 2002 | 14 | 1835     | 山浦雅大「オカンは宇宙を支配する」                                                    | 亀田裕一「そんなの、解っているよ」 山口佳子「セーラー服の賞味期限」 中村直美「笑顔セラピー」（P&Gパンテーン特別賞）                         | 山浦雅大「世にも奇妙な物語」（2003-） |
| 2003 | 15 | 1908     | 安達奈緒子「僕らの未来に子供たちはイエスと言うか」 金子真弓「琉球偉人伝説」           | 清水達也「グリーティングメール」（佳作兼P&Gパンテーン特別賞） 鬼塚岳人「微熱」 武藤大助（武藤将吾）「野球狂の親父」                         | 安達奈緒子「大切なことはすべて君が教えてくれた」（2011）、「リッチマン、プアウーマン」（2012）、「おかえりモネ」（2021） 清水達也「ほんとにあった怖い話」（2003-） 武藤将吾「電車男」（2005-2006）、「仮面ライダービルド」（特撮 2017-2018）   |
| 2004 | 16 | 2422     | 金子茂樹「初仕事納め」                                                                | 大島里美「HEAR」 石川学「ドメスティックスイーパー風間」 植村裕子「いつか河馬になる日まで」                                                  | 金子茂樹「危険なアネキ」（2005）、「プロポーズ大作戦」（2007）、「世界一難しい恋」（2016） 大島里美「1リットルの涙」（2005）、「働きマン」（テレビアニメ 2006） 石川学「モノノ怪」（テレビアニメ 2007）、「空中ブランコ」（テレビアニメ 2009） |
| 2005 | 17 | 1889     | 門間宣裕「unplugged」 古家和尚「超能力戦隊エスパーズ」                                | 宮崎直樹「ミラクルイエロー」 佐藤弘幸「サラリーマンはドロボウのはじまり?」 松尾美喜子「逢月の森」                                           | 門間宣裕「パコと魔法の絵本」（映画、2008）※共同脚本 古家和尚「LIAR GAME」・「ガリレオ」（2007） 佐藤弘幸「一瞬の風になれ」（2008） |
| 2006 | 18 | 1650     | 根津理香「ブロッコリー」                                                              | 山本あかり「空を泳ぐ蛇」 山崎愛里幸「戸塚過ぎまで」 小澤政行「玉、抜いときました。」                                                        | 根津理香「ライフ」（2007）、「絶対彼氏〜完全無欠の恋人ロボット〜」（2008） 山崎愛里幸「BOYSエステ」（2007） |
| 2007 | 19 | 1359     | 熊谷純「今日は渋谷で6時」                                                             | 太田真理子（小鳥遊まり）「埋み火-うずみび-」 鹿目啓子（鹿目けい子）「永遠のはかなさ」 加藤由紀子「春を待つ家」                              | 熊谷純「Persona4 the ANINATION」（テレビアニメ 2011） 鹿目けい子「世界の終わりに咲く花」（BeeTV 2010） |
| 2008 | 20 | 1312     | 高橋幹子「戦士の資格」                                                                | 黒岩勉「パーフェクトゲーム」 持地佑季子「アカッパラ島」 西田充晴「ママと彼女」                                                              | 高橋幹子「万葉ラブストーリー夏」（2008） 持地佑季子「イロドリヒムラ」（2012） 黒岩勉「LIAR GAME Season2」（2009-2010）、「僕のヤバイ妻」（2016年）                                                                                             |
| 2009 | 21 | 1450     | 桑村さや香「輪廻の雨」                                                                | 臼田素子「クラゲマリッジ」 真野勝成「コミック原作なんかいらない!」 中澤香織「風船はアメリカを見たか」                                       | 桑村さや香「ブリザード」（2011）、「恋仲」（2015） 臼井素子「流れ星」（2010） 真野勝成「新参者」（2010）※共同脚本、「モメる門には福きたる」（2013）、「相棒シリーズ」（2014-）                                                                 |
| 2010 | 22 | 2286     | 野木亜紀子「さよならロビンソンクルーソー」                                            | 小山悦子「心臓部まで道連れ」 荻田美加「ギネスにかんぱい!」 松浦真史「対策室〜アンダーサバイバル」                                           | 野木亜紀子「ラッキーセブン」（2012）、「重版出来!」（2016）、「逃げるは恥だが役に立つ」（2016）、「アンナチュラル」（2018）、「MIU404」（2020）                                                                                                |
| 2011 | 23 | 1715     | 宮本陽介「君は空を見てるか」                                                          | 寺田大作「うなぎを拾ったら」 折笠雄一「彼女は私たちの親友」 岡田道尚「欠陥住宅」                                                            | 岡田道尚「ビブリア古書堂の事件手帖」（2013） |
| 2012 | 24 | 1541     | 阿久津朋子「Dear ママ」                                                               | 今尾真理子「かのじょのなかみ」 岡田幸男「神の壊れた秤〜17 and pain〜」 髙井光「盲点」                                                       | 阿久津朋子「サザエさん4」フジテレビ開局55周年記念（2013） |
| 2013 | 25 | 1628     | 小山正太「人生ごっこ」                                                                | 小山正太「オナラまで、愛して欲しくて、三千里」 櫻井秀樹「イエローダイアリー狂想曲」 本田隆朗「駒田准教授とモンキー画伯」                    | 小山正太「ビター・ブラッド〜最悪で最強の親子刑事〜」（2014）、「5→9〜私に恋したお坊さん〜」（2015） 本田隆朗「世にも奇妙な物語」（2015） |
| 2014 | 26 | 1807     | 倉光泰子「隣のレジの梅木さん」                                                        | 坂本絵美「ハード・ラック」 蓼内健太「家族はじめました」 村井真也「遭難ラスト屋上デパート」                                                  | 坂本絵美/村井真也「ブスと野獣」（2015） 倉光泰子「ラヴソング」（2016） |
| 2015 | 27 | 2061     | 青塚美穂「超限定能力」                                                                | 槌谷健「人体パズル」 井上聖司「龍に成る」 峯邦雄「ゴーン・アイデンティティ」                                                                | 井上聖司「せいせいするほど、愛してる」（2016） 青塚美穂「伊藤くん A to E」（テレビドラマ 2017・映画 2018） |
| 2016 | 28 | 1602     | 小島聡一郎「俺のセンセイ」                                                            | 田辺晴彦「ズル休み」 川島祐介「赤い糸が切れてくれない」 広瀬絵理「向こうにいく前にしたいこと」                                              | 小島聡一郎「青のSP―学校内警察・嶋田隆平―」（2021） |
| 2017 | 29 | 1686     | 宮﨑翔「リフレイン」                                                                  | 相馬光「サヨナラニッポン!」 赤松新「アンラッキーな夜」 石川宙人「MC母ちゃん」                                                               | 赤松新「世にも奇妙な物語」（2018 - ） 相馬光「新米姉妹のふたりごはん」（2019） |
| 2018 | 30 | 1463     | 鈴木すみれ「ココア」                                                                  | 市川貴幸「まるでドーナツみたい」 沖原佳世「笑顔のカタチ」 高瀬秀芳「女優は毛穴まで嘘をつく」                                                | 市川貴幸「SUITS/スーツ2」（2020） |
| 2019 | 31 | 1733     | 中村允俊「パニックコマーシャル」                                                      | 上田迅「藁の上の禿頭」 四反田凛太「東京まではあと何歩」 遠藤大輔「ヒトノカケラ」                                                            | 中村允俊「SUITS/スーツ2」（2020） |
| 2020 | 32 | 1567     | 的場友見 「サロガシー」                                                               | 湯田美帆 「東京バナナ」 横尾千賀 「ふぁってん!」 山崎力 「男は背中を語る」                                                                  | 的場友見「やんごとなき一族」（2022） |
| 2021 | 33 | 1978     | 生方美久「踊り場にて」                                                                | 金民愛「消え失せろ、この感情」 深澤伊吹己（伊吹一）「すりーばんと」 北浦勝大「7階エレベーター無しに住む橋本」                               | 生方美久「silent」（2022） 北浦勝大「凋落ゲーム」（2023） |
| 2022 | 34 | 1535     | 市東さやか「瑠璃も玻璃も照らせば光る」                                                | 本山航大「夜が明けても」 井本智恵子「ラストチャンス」 伊藤優「父を還す」                                                                    | 市東さやか「真夏のシンデレラ」（2023） |
| 2023 | 35 | 1679     | 阿部凌大「高額当選しちゃいました」                                                    | 内山哲生「わたしたちの失恋」 片岡陸「イージーライフ」 島崎杜香「クロスロード」                                                              | 片岡陸「最寄りのユートピア」（2024） |
| 2024 | 36 | 1585     | 石田真裕子「人質は脚本家」                                                            | 三嶽咲「天才クイズアカデミー」 | |

## 参考資料
- 月刊「ドラマ」（映人社）